# María del Refugio Aguilar y Torres
María del Refugio Guadalupe Josefa Dolores Francisca de Paula Rafaela Federica Luisa Aguilar y Torres (San Miguel de Allende, 21 de septiembre de 1866-Ciudad de México, 24 de abril de 1937) fue una religiosa mexicana, fundadora de la Congregación de las Mercedarias del Santísimo Sacramento, declarada venerable por el papa Francisco el 26 de julio de 2015.

## Biografía
María del Refugio Aguilar y Torres nació en el pueblo de San Miguel Allende, en México, el 21 de septiembre de 1866, en el seno de una familia acomodada. Los primeros estudios los realizó en casa en compañía de una instructora. El 4 de noviembre de 1886 se casó con Ángel Cancino Arce, de quien tuvo dos hijos. Quedó viuda con solo 22 años y regresó a casa de su familia.
María Aguilar se dirigió espiritualmente con el sacerdote franciscano José Sánchez Primo, quien le aconsejó entrar en la Tercera Orden Franciscana, de la cual llegó a ser maestra de novicias. Con el tiempo fue naciendo la vocación religiosa y pensó entrar en la Compañía de María, sin embargo, al encontrarse con Guadalupe Hernández y María Olivares, juntas planearon la fundación de un nuevo instituto. El 25 de marzo de 1910 dieron vida a la Congregación de Hermanas Mercedarias del Santísimo Sacramento, siendo María del Refugio el alma y guía de la fundación. La principal preocupación de la religiosa era la educación de los jóvenes en un contexto marcado por el anticlericalismo.
Visto el peligro que se avecinaba por la persecución callista, la fundadora pensó en la pronta expansión del instituto, la cual le llevó a la fundación de las primeras casas fuera de México, en Colombia, España, Chile e Italia. Cuando estalló la persecución, la misma religiosa hizo demoler la capilla del convento, con tal que no fuera profanada la Eucaristía y se transfirieron a Ciudad de México, donde murió, en fama de santidad, el 24 de abril de 1937. Sus contemporáneos la llamaban el «ángel de la sociedad mexicana». Sus restos mortales se encuentran en la capilla de la curia general de las Mercedarias del Santísimo Sacramento en Coyoacán. María del Refugio fue declarada venerable por el papa Francisco el 26 de julio de 2015.